# Öskatgrund
Öskatgrund är öar i Finland. De ligger i Norra kvarken och i kommunen Vasa i landskapet Österbotten, i den västra delen av landet. Öarna ligger nära Vasa och omkring 370 kilometer nordväst om Helsingfors.
Arean för den av öarna koordinaterna pekar på är 0,6 hektar och dess största längd är 190 meter i öst-västlig riktning. Runt Öskatgrund är det tätbefolkat, med 343 invånare per kvadratkilometer. Närmaste större samhälle är Vasa, 5,2 km öster om Öskatgrund.